# Casal a la Riera, 98 (Mataró)
Casal a la Riera, 98 és un edifici de Mataró (Maresme) protegit com a Bé Cultural d'Interès Local.

## Descripció
És un casal de planta baixa i dues plantes pis. La composició de la façana segueix una simetria central on se situa l'accés, les finestres del primer i segon pis i el frontó. Als extrems hi ha dos balcons a cada planta completen la composició de façana. La façana presenta un estucat lliscat i quatre pilastres d'ordre toscà fins al coronament de l'edifici. Al vestíbul d'entrada destaca l'estucat planxat amb esgrafiats dels arrambadors de l'escala.